# Alejandro Palomas
Alejandro Palomas (Barcelone, 1967) est un écrivain et traducteur espagnol. Il écrit en langue castillane et catalane.

## Biographie
Licencié en philologie anglaise de l'Université de Barcelone et titulaire d'un master en poésie du New College of California, il est traducteur littéraire, professeur dans des ateliers d'écriture créative, collaborateur pour divers médias et auteur de romans abordant des thèmes communs liés aux problèmes de communication et aux difficultés familiales.
L'auteur a obtenu en 2018 le Prix Nadal pour son ouvrage *Un amor, après avoir publié deux ans plus tôt son roman, intitulé Las dos orillas. Ce livre faisait partie d'une trilogie, avec Una madre (2014) et Un perro (2016). En 2025, il l'a transformée en tétralogie avec la publication de Una vida.

## Œuvres
- El tiempo del corazón (Siruela, 2002)
- A pesar de todo (Alba, 2002)
- Pequeñas bienvenidas (El Cobre, 2005)
- La isla del aire (Martinez Roca, 2005)
- Tanta vida (Columna, 2008)
- El secreto de los Hoffman (Plaza & Janés, 2008)
- El alma del mundo (Editorial Espasa, 2011)
- El tiempo que nos une (Suma de letras, 2011)
- El cel que ens queda (Columna, 2011)
- Tanto tiempo (Huerga y Fierro, 2012)
- Agua cerrada (Siruela, 2012)
- Entre el ruido y la vida (Baile del Sol, 2013)
- Una madre (Siruela, 2014) Publié en français sous le titre Une mère, traduit par Vanessa Capieu, Paris, Le Cherche midi, 2017, 320 p.  (ISBN 978-2749153018)
- Aunque no haya nadie (Baile del Sol, 2014)
- Un hijo (Bridge, 2015) Publié en français sous le titre Le Petit Garçon qui voulait être Mary Poppins, traduit par Vanessa Capieu, Paris, Le Cherche midi, 2020, 224 p.  (ISBN 978-2749158631)
- Un perro (Destino, 2016) Publié en français sous le titre Tout sur mon chien, traduit par Vanessa Capieu, Paris, Le Cherche midi, 2018, 352 p.  (ISBN 978-2749153025)
- Las dos orillas (Destino, 2016)
- Un amor (Destino, 2018)
- Un secreto (Destino, 2019)
- Una flor (Letraversal, 2020)
- Un país con tu nombre (Destino, 2021)
- Esto no se dice (Destino, 2022)
- El tiempo que nos une (Destino, 2023)
- Una vida (Ancora & Delfín, 2025)